# Цыдендамбаев, Чимит-Доржи Цыдендамбаевич
Чими́т-Доржи́ Цыдендамба́евич Цыдендамба́ев (бур.  Сэдэндамбын Шэмэд-Доржо; 13 февраля 1918, улус Тарбагатай, Верхнеудинский уезд — 9 декабря 1977) — бурятский писатель и поэт. Известен романом «Доржи, сын Банзара» о первом бурятском учёном Доржи Банзарове.

## Биография
Родился в крестьянской семье. Первые произведения Цыдендамбаева напечатаны в 1937 году. Первый сборник стихов «Эхэ оронойм үдэрнүүд» («Дни моей Родины») вышел в свет в 1940 году.
Ранний период творчества (1940—1950-е годы) Цыдендамбаева — это время поиска темы, героя, жанра и собственного стиля в условиях социалистического реализма, с соблюдением собственной поэтики и эстетики. Писатель творит в художественной ситуации современного ему реализма и следует национально-художественным традициям, пробует себя в поэзии, обращается к прозаическим жанрам — повести, затем к историческому роману, к рассказу и новелле.
Основные произведения («Чернильница Банзарова» (1948), «Доржи, сын Банзара» (1953), «Вдали от родных степей» (1958)) посвящены Доржи Банзарову. Роман «Доржи, сын Банзара» (переведён на русский язык в 1955 году) — произведение эпического плана, энциклопедического характера, воссоздающее широкую картину жизни бурятского народа первой половины XIX века. Этот подход реализуется и в романе-дилогии о Доржи Банзарове, в повести «Бурятка» и во многих рассказах.
В конце 1950-х годов Цыдендамбаев обращается к жанру рассказа, где ставит конкретные и общие проблемы человеческого бытия. Писатель осваивает рассказ, новеллу, анекдот, фельетон, сказ. В образах, созданных писателем, социальное начало часто выступает на первый план, что обусловлено методом социалистического реализма, но многие герои Цыдендамбаева глубоко национальны.
Синтез лирического восприятия жизни с эпическим её охватом нашёл своё отражение в сатирическом романе «Холо ойрын түрэлнүүд» («Дальние и близкие родственники»). На русском языке роман вышел под названием «Охотники за голубыми гусями». Автор определил жанр нового произведения как роман в новеллах. Обращение Цыдендамбаева к традициям народной смеховой культуры продуцировало определённый тип образности с алогичностью, установкой на игру, карнавальностью, созданием галереи комических персонажей, особым типом главного героя.

## Награды
- Орден Трудового Красного Знамени (24.12.1959)
- медали

## Мемуары
Яков Липкович. Моё Забайкалье: О Чимите Цыдендамбаеве и его переводчике Михаиле Степанове